# Jana Oľhová
Jana Oľhová (31 de diciembre de 1959) es una actriz eslovaca. En el 2008 ganó el premio a la mejor actriz de reparto en los premios Sun in a Net, por su actuación en la película Music. Oľhová también ganó el mismo premio en el 2014 por su actuación en Ďakujem, dobře.

## Carrera
En 1982 estudió en la Academia de Artes Escénicas de Bratislava. Entre 1985 y 1988, participó en la compañía de teatro de Joseph Gregory en Zvolen. Trabaja como profesora en la Facultad de Artes Dramáticas de la Academia de Artes de Banská Bystrica, el Conservatorio en Žilina y el Conservatorio Jan Levoslav Bella en Banská Bystrica.